# Isabelle Caro
Isabelle Caro (13. september 1980 – 17. november 2010), var en fransk fotomodel fra Marseille som blev kendt da hun deltog i en kontroversiel anti-anoreksikampagne. Hertil blev hun i stærkt udsultet form fotograferet af fotografen Oliviero Toscani.
Caro havde siden hun var 13 år gammel lidt af anoreksi. Sygdommen var afstedkommet af hvad hun beskrev som en ”vanskelig opvækst”. I et interview på kanalen CBS forklarede hun at hun under de værste perioder af sin spiseforstyrrelse i 2006 var kommet ned på en vægt på kun 25 kg, hvilket med en højde på 1,65 m giver en BM på under 9,2. En BMI på under 16,5 anses for ekstrem undervægtig. Hun røg da i koma som lægerne ikke mente hun ikke ville overleve. Hun kom sig dog på daværende tidspunkt. Hendes vægt da fotografierne til den kontroversielle kampagne blev taget var på daværende tidspunkt 27 kg.
Isabelle Caro døde den 17. november 2010 i Frankrig, efter to uger med en alvorlig vejrtrækningssygdom. Hendes død blev først offentliggjort den 29. december 2010.

## Eksterne henvisner
- Isabelle Caros blog Arkiveret 5. maj 2008 hos  Wayback Machine
- Bag om anoreksi-reklamen Arkiveret 7. januar 2011 hos  Wayback Machine, TV2, 26. september 2007
- Isabelle Caro, Still stick thin (engelsk)

1. ↑  www.lexpress.fr (fra Wikidata).
2. ↑  www.lexpress.fr.
www.lexpress.fr (fra Wikidata).